# AB Norrlandsflyg
AB Norrlandsflyg var ett svenskt flygbolag under 1940-talet med säte i Luleå. På 1960-talet startade Knut Hedström ett helt annat bolag som blev Norrlandsflyg AB, i dag Norrlandsflyg Ambulans AB.
Det äldre Norrlandsflyg startades i slutet av 1942 och blev aktiebolag i maj 1943.
Det ägdes av disponenten för Luleå Bryggeri, Folke Burström, tillsammans med luleåtandläkaren G. Oscarsson och disponent Olle Molin vid Ljusdals Ångbryggeri.
Bolaget bedrev till en början målflyg för luftvärnet, dels från Luleå och Boden, dels från Sundsvall. Under 1946 utökades flygplansflottan och verksamheten ändrades alltmer till taxi- och rundflyg. Man opererade då i stora delar av Norrland, främst med Noorduyn Norseman och Cessna Airmaster på skidor och flottörer.
Piloter under 1946 var Tore Jonsing, Gunnar Gudmundsson och Arne Tengler, alla silvervingar, flygchef var Olov "Doggen" Olsson som även var Flygvapnets ambulansflygförare i Boden, och teknisk chef var den kände motorcykelföraren Rolf Gülich.
Under 1947 tillkom piloten Anders Lundquist, och den tidigare ambulansflygföraren Knut Gunnerfeldt övertog Olssons roll som flygchef.
Med stöd av Rederi Svea köpte Norrlandsflyg 1946 även in tre DC-3:or i avsikt att bedriva både person- och fraktflyg över Sverige och Europa. Regeringen gav dock inga tillstånd för sådan trafik, Rederi Svea drog sig då hastigt ur och DC-3:orna såldes vidare till andra bolag. I slutet av 1947 upphörde Norrlandsflygs verksamhet, det trädde i likvidation i februari 1948
och i konkurs i september samma år.
Likvidationsutförsäljningen annonserades i dagspressen den 21 juli 1948.